# 24時間テレビ 愛は地球を救う21
『24時間テレビ21 「愛は地球を救う」 いま、始めよう』（24じかんテレビ21 「あいはちきゅうをすくう」 いま、はじめよう）は、1998年8月22日（土曜）19:00 - 8月23日（日曜）19:56（JST）まで日本テレビ系列で放送された、21回目の『24時間テレビ』である。

## 概要
『日本テレビ開局45周年記念番組』として放送された。

## 出演者
総合司会
- 徳光和夫
- 笛吹雅子

番組パーソナリティー
- TOKIO

チャリティーパーソナリティー
- 広末涼子

マラソンランナー
- 森田剛（当時 V6）

## 関連番組
- TVおじゃマンボウ・24時間テレビスペシャル
1998年8月22日 土曜 16:30 - 18:00
- 24時間テレビマラソンの裏側
1998年8月30日 日曜 15:30 - 16:55

## スタッフ
- 構成：沢口義明、浜田悠 / 森和盛、横山誠一、城啓介、内海譲司、詩村博史、田中直人、倉本美津留、竹尾明子、小野高義、渡辺哲夫、池田一之、吉田豪、遠藤彩見、高草木靖治、伊東雅司

日本武道館
- - テクニカルディレクター：古井戸博
  - スイッチャー︰一本哉、福王寺貴之、勝見明久、江村多加司、秋山真
  - カメラ︰木村博靖、望月達史、小林宏義、高木冬夫、角田洋子、松村興、黒木貴博、岡崎麻子、水梨潤、寺西謙治、秋元乾太郎、工藤恂児、蔦佳樹、牛山雅博、矢込宏敬、泉博司、落合弘祐、吉村一雄、宮崎和久、遠藤慎治、木藤和久、田代義昭、遠藤文章、安藤康一、吉田健治、赤澤知弘
  - 音声︰新名大作、村上正、原泰造、杉本好造、加賀金重郎、清水秀明、川合亮、長谷川透、坂井卓広、渡邊勇二、飯地浩美、北野亮、木田哲治
  - VE︰山岸真、三浦勝志、石塚功、佐治佳一、内野航司、山本英雄、吉田亘、土屋隆
  - 照明︰川崎吉男、高橋明宏
  - 美術：石附千秋、久保玲子、野村武司、栗田寛、田川省信
  - TK：中村ひろ子、井﨑綾子、阿部直子、野口かず実、矢島由紀子、桜井英美子、北須賀恵美
  - 武道館コーディネーター：内藤智子、光岡裕子、渡辺義人、塚越幸子
  - ステージング：土居甫
  - オーディオコーディネーター：鳥飼弘昌
  - 編曲：たかしまあきひこ、永作幸男、しかたたかし、小田敏文
  - 演奏：ガッシュアウト、岡本章生とゲイスターズ、東京音楽事務所
  - コーラス：日本テレビコーラスセンター / フィジー、ミュージックメン、ミュージッククリエイション
  - 歌唱指導：橋本賀代子、山下泉
  - アシスタント：日本テレビイベントコンパニオン
  - FAX：小山正、井原亮子
  - フロアディレクター：舟澤謙二、長谷川賢一、竹田次彦、高橋康之、平野進、瓜生健、高谷和男、川邊昭宏、大熊仁子
  - ディレクター：小澤太郎、藤井淳、森實陽三、南波昌人
  - プロデューサー：土屋泰則、北澤毅、磯野太、藤川和彦 / 村松宏、河野直樹、和田隆、日向野明、神尾育代、松尾邦夫、荻原伸之、加藤晋也、天笠ひろ美

ありがとうメッセージ
- - ディレクター：鈴木守、柳井誠也、三浦正樹、永原啓一、小島俊一、島田顕、磯田修、鴨井義明、山田直樹、水谷真澄、石塚宏充、福井宏、山泉貴弘、宮崎幸雄
  - リサーチ：佐藤久美子、小原知佐子、田代まゆみ
  - プロデューサー：安岡喜郎、小山伸一、松原寛
  - 協力：テレビ朝日

チャリティドラマ『心の扉』
- - テクニカルディレクター︰遠藤文章
  - カメラ︰渡部健、長嶋秀文
  - 照明︰野村博幸
  - 音声︰岩橋尚治
  - VE︰高田彰彦
  - 編集︰伊藤信行
  - MA︰大森良憲
  - 音効︰鈴木晴夫
  - 美術プロデューサー︰門奈昌彦
  - デザイン︰渡辺俊孝
  - 装置︰其田順一
  - 装飾︰川畑満彦
  - 衣装：阿部満美
  - 持道具︰吉岡憲生
  - メイク︰高橋光子
  - 特効：内山栄一
  - 造園：浜野義雄
  - 造花：田中昭範
  - 建具：金井博
  - 電飾︰笹田繁
  - ロケ車輌：麻生リース
  - 電波PR︰中田直樹
  - スチール︰山口喜久義
  - ロケ協力：明倫学園、前田建設工業、佐々木病院、(有)相幸、横浜市中央卸売市場
  - 車輌協力：㈱オーテックジャパン
  - 音楽協力︰日本テレビ音楽
  - フェンシング指導：戸田壮介
  - 車椅子フェンシング指導︰小松真一
  - フルート指導︰玉村三幸
  - 車椅子指導︰大沼克彦
  - リハビリテーション指導︰川井伸夫
  - 絵画協力︰星野富弘
  - 医学監修：杉山貢
  - 演出補：池添博、南雲聖一
  - 記録：勝間田恵子
  - 制作担当：宮重秀二
  - 制作デスク：三瓶美佳
  - 制作補：安念正一、福家育代
  - 制作協力：5年D組 太田雅晴
  - チーフプロデューサー：重松修
  - プロデューサー：田中芳樹
  - 演出：雨宮望

Gスタジオ
- - 構成：田中直人、村上知行、野尻靖之
  - テクニカルディレクター：遠藤裕二
  - スイッチャー：村松明
  - カメラ：山田祐一、渡辺滋雄、津野祐一、三井隆裕、日向野崇
  - 音声：大島康彦、鈴木佳一、柳原健司、中井章之
  - VE：山口考志、矢田部昭
  - 照明：谷田部恵美
  - 美術：高野雅裕
  - TK：西岡八生子
  - 制作進行：所俊輔、鈴木美江子、堀内誠二
  - ディレクター：中屋満、髙橋利之、若林愛美、渡辺一裕、伊東修、國弘明子、諏訪一三、下村忠文、長谷川和広、中野行男、藤原重孝、桃井隆宏、玉置孝典、森田浩、高橋雅昭
  - 演出：伊藤慎一、岩崎泰治、石田昌浩
  - プロデューサー：松崎聡男、山田克也、笹尾敬子、難波利昭、酒井基成、今倉一正
  - チーフプロデューサー：小湊義房
  - 協力：NNN

MYスタジオ
- - 構成：安達元一
  - テクニカルディレクター：中川満
  - スイッチャー：武藤慶一
  - カメラ：田口勝夫、茅野竜徳、南良郎
  - 音声：田中勝巳、庄司薫一、木本文子
  - 照明：黒沢誠
  - VE：八木一夫、笈川太
  - 音効：寺尾崇
  - TK：大岡伸江
  - 美術：本田恵子
  - ディレクター：小塩佳宏、日野力、安彦和弘、三浦伸介、佐々木英敏
  - 演出：伊藤慎一、大友有一
  - プロデューサー：菅賢治 / 小林宏充、高家宏明

お茶の水 JCB
- - テクニカルディレクター：蜂谷道雄
  - カメラ：田村正己
  - 照明：鈴木博勝
  - 美術：渡辺勇二、西村眞司
  - ディレクター：大畑仁
  - プロデューサー：鈴木雅人、飯田達哉

日産銀座ギャラリー
- - ディレクター：阿部真一郎、福田俊哉、園田真吾

マラソン
- - テクニカルディレクター：山本聡一、平間良一、原田真次
  - カメラ：小椋敏宏、戸田聖一郎
  - 音声：清水秀明
  - VE：山下崇夫
  - ドライバー：相沢泰行、猪狩秀信
  - 照明：吉松耕司
  - ヘリコプター：佐藤幸一郎、榎本昌視
  - 美術：卜部亜喜
  - マラソンコーディネーター：坂本雄次
  - 制作進行：阿河朋子、田口美和子、中谷敏夫
  - ディレクター：竹内尊実、中村博之、糸井聖一、前田直彦、小川明人、石井秀和
  - プロデューサー：小路丸哲也、川邊哲也、面高直子
  - プロデューサー・演出：大澤雅彦

ふれあいの旅
- - ディレクター：糸井峰郎、中道康夫、小林満、吉田雅司、田代佳弘、松島大悟、花島悟、蒲谷典久、大八木直、澤田隆昌、目黒和宏、安島隆
  - アシスタントプロデューサー：斎藤みさ子、大久保志保
  - 演出：栗原甚、上田識喜
  - プロデューサー：天笠ひろ美

告知
- - ディレクター：佐竹賢一、清野美紀、米田知礼、野村大吾
  - プロデューサー：佐藤裕昭

イカダ下り
- - テクニカルディレクター：門井登志雄
  - カメラ：西園宏一、根谷聡一
  - 音声：藤墓敏彦
  - 美術：道勧英樹
  - ディレクター：成田理、平賀誠、武井巧、高橋政光、中川義則、増田琢二（HTV）、栗栖剛（HTV）
  - 演出：毛利忍、金田有浩
  - プロデューサー：中尾孝道、田端佐紀子（HTV）
  - 協力：建設省太田川工事事務所、太田川漁業協同組合、広島観光マリーナ、広島海上保安部

コンサート
- - テクニカルディレクター：清宏
  - スイッチャー：三沢津代志
  - 照明：小寺勝馬
  - 音声：菅原馨一
  - 美術：羽谷重信
  - 運営：石川京子
  - ディレクター：黄木美奈子、金子雅広、加賀谷健吾、笹木成人、見山欣也
  - 演出：斎藤政憲、福士睦
  - プロデューサー：中村英明、荻原伸之、岡庭幸代
  - 協力：竹芝ニューピアホール

ロッククライミング
- - テクニカルディレクター：佐藤博文
  - SNG：石渡敏幸
  - スイッチャー：宇野直樹
  - カメラ：村上真司
  - クライミングカメラ：井納吉一
  - 音声：木村宏志
  - 照明：山本智浩
  - 技術協力：日本テレビビデオ
  - TK：坂本幸子
  - デスク：丸山薫
  - ディレクター：平井秀和、奥村達也、高野正樹
  - 演出：網島弘子
  - プロデューサー：福地聡、吉川保志、小俣匡彦、小野田尚央
  - 海外制作協力：SFINX
  - 協力：アジアエア、日本フリークライミング協会

背中渡り
- - テクニカルディレクター：藤沼秀一、田中茂高（YTV）
  - カメラ：村田陸彦、井上秀樹（YTV）
  - 音声：南澤隆幸、山崎洋一（YTV）
  - 美術：小野寺一幸
  - 照明：渡辺一成
  - ディレクター：大武智治、柳川剛
  - プロデューサー：江尻直孝、松井守（YTV）

鉄腕生DASH
- - テクニカルディレクター：江頭恭二、河合淳
  - スイッチャー：笠上太一
  - カメラ：立川良太
  - VE：新場国雄
  - 音声：市川純雄
  - 照明：細川登喜二
  - 美術：塚越千恵
  - リサーチ：中島伸二、及川浩和
  - ディレクター：東井文太、米澤敏克、長瀬久司、笠原保志、渡辺孝志、真木健一郎、本間千映子、高畑伸彦、榎本知子、掛水伸一、長久弦、小林淳一、宮崎文夫
  - 演出：駒木純一、松山和久
  - プロデューサー：岡田泰三、竹村薫、山上恵子、丹羽夕美子

海外取材
- - ディレクター：赤間佳彦、渡部智明、斉藤敏樹、野村正人
  - プロデューサー：杉村和彦、阿部滋子
- 技術テクニカルマネージャー：宮下英俊、鈴木康介
- マイクロコーディネーター：片柳幸夫
- 音声コーディネーター：鈴木詳司
- 照明コーディネーター：関仁
- 音楽効果：三神直、小川彦一 / 村上義行、鈴木達海、恩田佳代子、高橋由美子、島野高一、橋本いずみ
- 美術：石川啓一郎
- 広報：河村良子、高橋修之
- ボランティア担当：桜井博
- VTR・テレシネ：佐藤勝義、大越克人、野田哲雄、竹本司
- SDC・SOC︰鈴木重利、牧野鉄雄、鎌倉和由
- CVセンター：小笠原主税、栗田文恵、小林栄樹
- 電話機械室：山崎行雄、尾崎延雄、浅川彦四郎
- グラフィック：守田剛、大島初彦、三納茂裕
- アニメーション：やすみ哲夫
- マスター︰菊池秀彦、時松淳一、加辺俊二、鈴木康夫
- 放送進行：湯本昭一、斉藤嘉男
- CM進行：朝倉玲子
- 回線コーディネーター︰木村俊一、斉藤章夫、安藤聖泰
- 放送準備︰長谷川晶子、石上美代子
- 技術協力：日本テレビアート、NTV映像センター、日本テレビビデオ、コスモ・スペース、タムコ、共立、バンセイ、千代田ビデオ、テレテック、朝日航洋、田中電気、日本有線テレビ、ジャパンテレビ、明光セレクト、日放、東京音研、MIDGET、さがみエンヂニアリング、トムキャット、日本テレビワーク24、テシコ、三穂電機、日本テレビ映像
- 協力：日本通運
- 制作協力：日企、ユニオン映画、ハウフルス、創輝、NCV、ザイオン、ジッピー、オン・エアー、ザ・ワークス、モスキート、IVS、日本テレビエンタープライズ、アカザス、NTV映像センター
- 特別協賛：日産自動車
- 「24時間テレビ」チャリティー委員会事務局：武井英彦 / 木寺保之、鈴木恒男、伊藤喜三郎、広沢みどり、野口善平、中島尚子、池田裕美
- 警備本部：横山茂幹、青山至、高島修 / 奴賀正美

Kサブ放送本部
- - テクニカルディレクター：遠藤裕二
  - スイッチャー︰滝沢壮治、笹山久男、小宮佑一、坂東秀明
  - VE︰熨斗賢司、貫井克次郎、杉本裕治、室田孝昭、川又志津
  - 音声︰吾妻光良、斉藤勝彦、掛川陽三郎、笹川秀男、古川誠一、山口裕司、原千尋
  - TK：居波初子、石島加奈子、柏木梨佐、山沢啓子、山本美衣、赤崎洋子
  - 回線コーディネーター：小澤龍太郎、土田健太、堀金澄彦、岩佐直樹、明石成司、中西健、矢部真吾、山崎大介、渡辺一裕、西谷政仁、菊池一浩
  - マルチモニタースイッチャー：上野和彦、志賀直哉
  - 回線：田仲芳幸、河戸憲男
  - ネット局担当：満松隆一郎、大西威
  - ディレクター：古野千秋、安藤正臣、三枝孝臣、松岡至、大場吾郎、泉範行
  - チーフプロデューサー：佐野讓顯
- 制作進行：東原祐子 / 山本文子、川上忠洋、山子千鶴 / 斉藤寿
- 制作本部：平林邦介、室川治久、中畑成 / 篠崎安雄、重松修
- アートディレクター：浅葉克己
- コピーライター：糸井重里
- エグゼクティブディレクター：神戸文彦
- 演出：雨宮秀彦、財津功
- プロデューサー：吉田真 / 菅沼直樹、松崎聡男
- 総合演出：吉川圭三
- チーフプロデューサー：桜田和之
- 総指揮：萩原敏雄
- 製作著作：日本テレビ